# Synallaxe à poitrine rousse
Synallaxis erythrothorax
Espèce
Statut de conservation UICN

 LC  : Préoccupation mineure
Le Synallaxe à poitrine rousse (Synallaxis erythrothorax) est une espèce de passereaux de la famille des Furnariidae (Furnariidés en français).

## Description
Le Synallaxe à poitrine rousse a une taille comprise entre 13 et 16 cm. Son plumage est bistre brun. La tête et la nuque sont gris foncé. Le menton et le haut de la gorge sont ardoise, irisé de blanc tandis que le bas de la gorge est essentiellement ardoise. Le haut de la poitrine est roux tandis que le bas et l'abdomen sont tachetés de gris souris. Les flancs sont brun clair comme les sous-caudales, la queue est noisette. Les couvertures alaires sont rousses virant au brun foncé sur la fin des primaires et des tertiaires. Les sexes sont semblables.

## Répartition
Le Synallaxe à poitrine rousse se rencontre du sud-est du Mexique à l'ouest et à l'est du Guatemala, au Belize, en passant par l'ouest du Salvador jusqu'au nord du  Honduras. 

## Habitat
Il fréquente les zones buissonneuses, plantées de haies ou d'arbrisseaux.

## Nidification
Il construit de volumineux nids avec des bâtons dans les buissons ou des arbres de petite taille.

## Sous-espèces

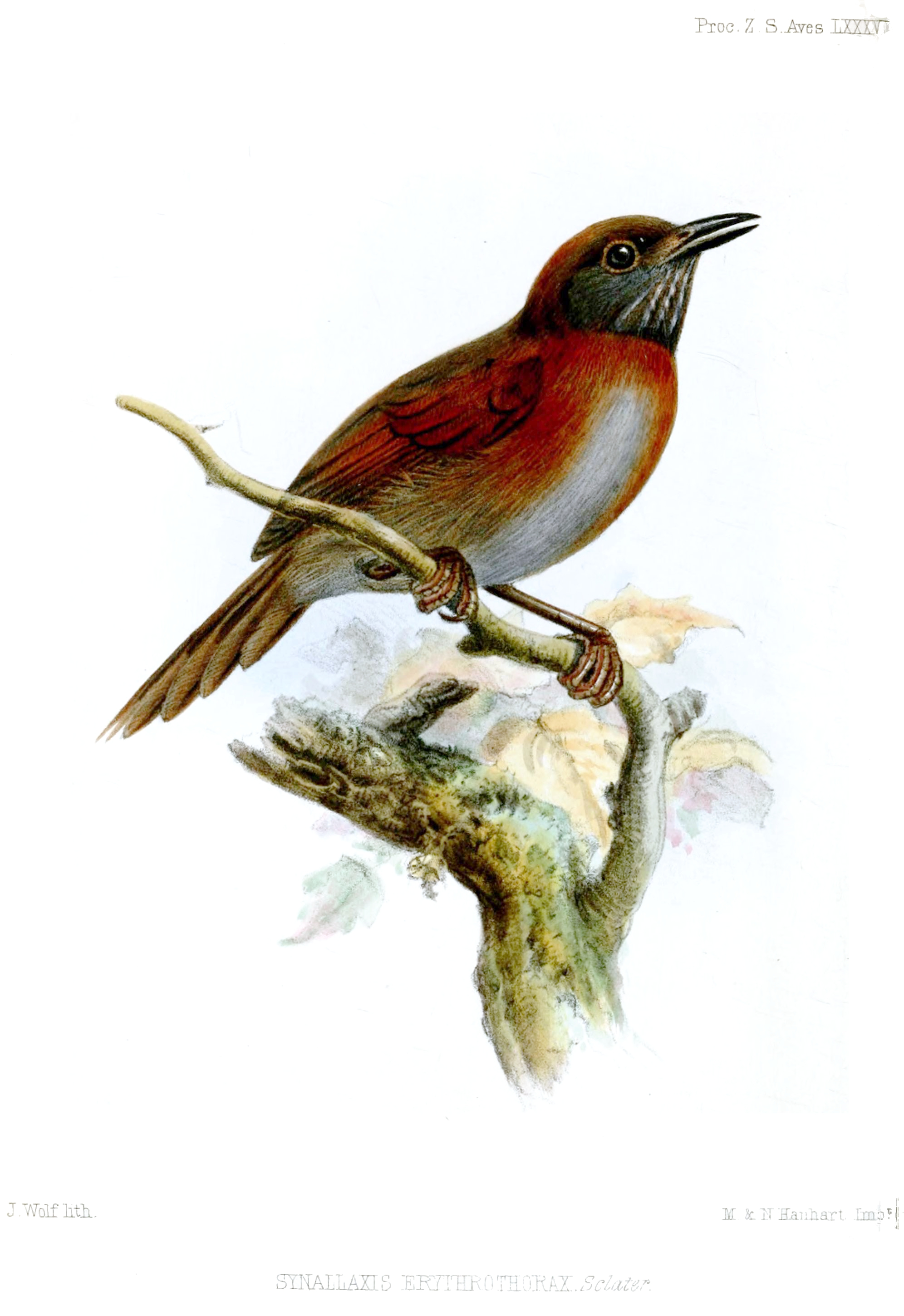

D'après la classification de référence (version 5.2, 2015) du Congrès ornithologique international, cette espèce est constituée des trois sous-espèces suivantes (ordre phylogénique) :
- Synallaxis erythrothorax furtiva Bangs & Peters, 1927 ;
- Synallaxis erythrothorax erythrothorax Sclater, 1855 ;
- Synallaxis erythrothorax pacifica Griscom, 1930.